# Isenburg (Westerwald)

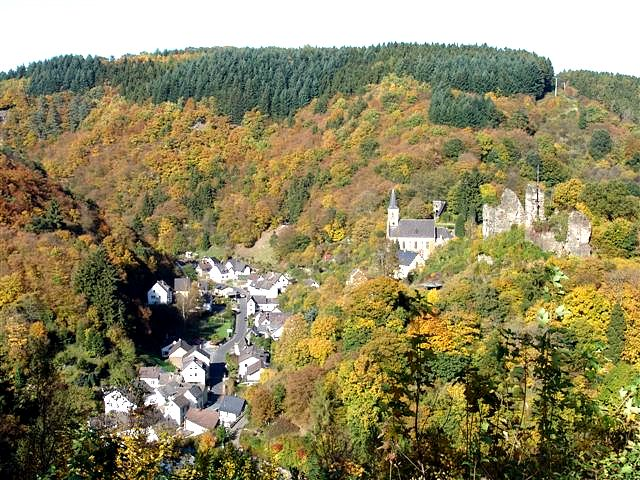
Der Ort mit der gleichnamigen Burgruine

Isenburg ist eine Ortsgemeinde im Landkreis Neuwied in Rheinland-Pfalz. Sie gehört der Verbandsgemeinde Dierdorf an. Wahrzeichen der Gemeinde ist die in der Ortsmitte gelegene Ruine der Burg Isenburg.

## Geographische Lage
Isenburg liegt auf halber Wegstrecke zwischen Bendorf (Rhein) und Dierdorf (Westerwald) im Sayntal. Das Dorf hat durch seine Topografie eine interessante Lage. Von den Anhöhen hat man einen Ausblick auf den historischen Ortskern. Die vier Bachläufe, Ommelsbach (von Norden kommend) und Iserbach (von Nordwesten) als rechte Zuflüsse, und der Wibbelsbach (von Südwesten) als linker Zufluss des Saynbach, sorgen für eine Zertalung. Die höchste Erhebung ist der Iserkopf mit 313 m ü. NHN.
Zu Isenburg gehören auch die Wohnplätze Isenburg, Siedlung und Lachnitsmühle.

## Geschichte
Die Ersterwähnung findet sich in einer Urkunde aus dem Jahr 1103. Die Geschichte des Dorfes steht in direktem Zusammenhang mit den Herren von Isenburg. Um 1100 erbauten Rembold und Gerlach im Gebiet einer Grundherrschaft der Abtei Fulda die Isenburg als Stammburg der Herren von Isenburg. Bald nach dem Bau der Burg siedelten sich die ersten Bewohner im Tal an und bauten ihre Häuser rund um den Burgberg. Isenburg war ein Burgflecken und hatte besondere Rechte wie den Status eines gefreiten Ortes. Zu einer Stadtgründung ist es aber nie gekommen, die Lage des Ortes bot keinerlei Ausdehnungsmöglichkeiten. Anfang des 14. Jahrhunderts wurde Isenburg befestigt. Die Befestigung, die sich in einem großen Umkreis um Burg und Tal erstreckte, schützte nicht nur den Ort, sondern diente auch der Burg als vorgeschobene Sicherung. Die Ortsbefestigung bestand aus einer Ummauerung mit vier Toren. Zwei Tore - die „Alte Porz“ und die „Schildpforte“ - sowie Teile der Ummauerung sind erhalten.
Mit dem Tod von Graf Ernst von Isenburg-Grenzau (1584–1664) sind die Herren von Isenburg ausgestorben. Landesherren wurden dann ab 1666 im Rahmen einer Gemeinherrschaft die Grafen von Walderdorff und zu Wied-Neuwied (ab 1700 Wied-Runkel). Die Bevölkerung, die bisher in den Diensten der Herren von Isenburg gestanden hatte, baute jetzt als Erwerbsquelle das Nagelschmiedehandwerk auf, das bis Anfang des 20. Jahrhunderts Bestand hatte.
Isenburg wurde 1806 dem neu gebildeten Herzogtum Nassau zugeschlagen. Nachdem der Graf von Walderdorff 1811 auf seine Rechte verzichtete, ging das Amt Maischeid, zu dem auch Isenburg gehörte, im Amt Dierdorf auf. Nach der Niederlage Napoleons kam der Ort aufgrund der 1815 auf dem Wiener Kongress getroffenen Vereinbarungen zum Königreich Preußen. Verwaltungstechnisch wurde das Dorf der Bürgermeisterei Dierdorf im Kreis Neuwied des Regierungsbezirks Koblenz der 1822 gebildeten preußischen Rheinprovinz zugeordnet. Unter preußischer Oberhoheit erhielten die Fürsten von Wied bis zu ihrem freiwilligen Verzicht 1848 im Standesherrlichen Kreis Neuwied, zu dem auch Isenburg gehörte, einen Teil ihrer früheren Rechte zurück. 
Im 19. Jahrhundert wurde neben dem Nagelschmiedehandwerk auch der Abbau von Erzen und Dachschiefer bedeutend, zusätzlich spielte der Hopfenanbau eine Rolle.
Nach dem Zweiten Weltkrieg wurde Isenburg innerhalb der französischen Besatzungszone Teil des damals neu gebildeten Landes Rheinland-Pfalz.
Die Isenburger Schule wurde 1977 geschlossen und das Gebäude seitdem als Gemeinde- und Dorfgemeinschaftshaus genutzt.
Heute ist Isenburg eine reine Wohngemeinde.

## Politik

### Bürgermeister
Detlef Mohr wurde im Juli 2014 Ortsbürgermeister von Isenburg. Bei der Direktwahl am 26. Mai 2019 wurde er mit einem Stimmenanteil von 74,62 % für weitere fünf Jahre in seinem Amt bestätigt. Er wurde im Juni 2024 wiedergewählt.
Seine Vorgänger waren Werner Schüler (2009–2014) und Dorothèe Croeff-Sudhoff (heute Dorothèe Sudhoff-Mohr, erste Ortsbürgermeisterin von Isenburg, Amtszeit 1999–2009).

### Wappen

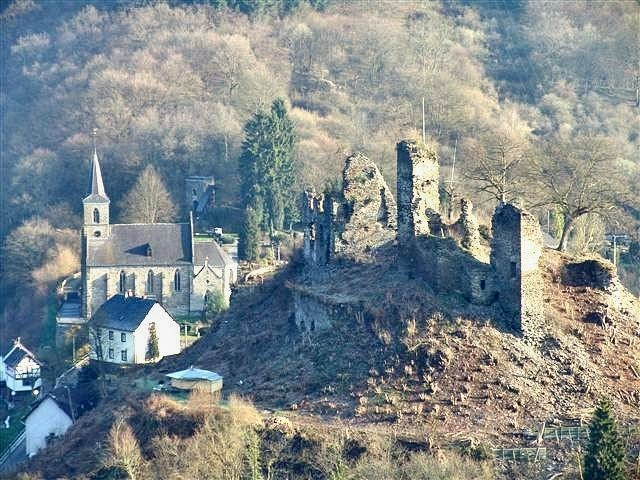
Die Ruine der Isenburg

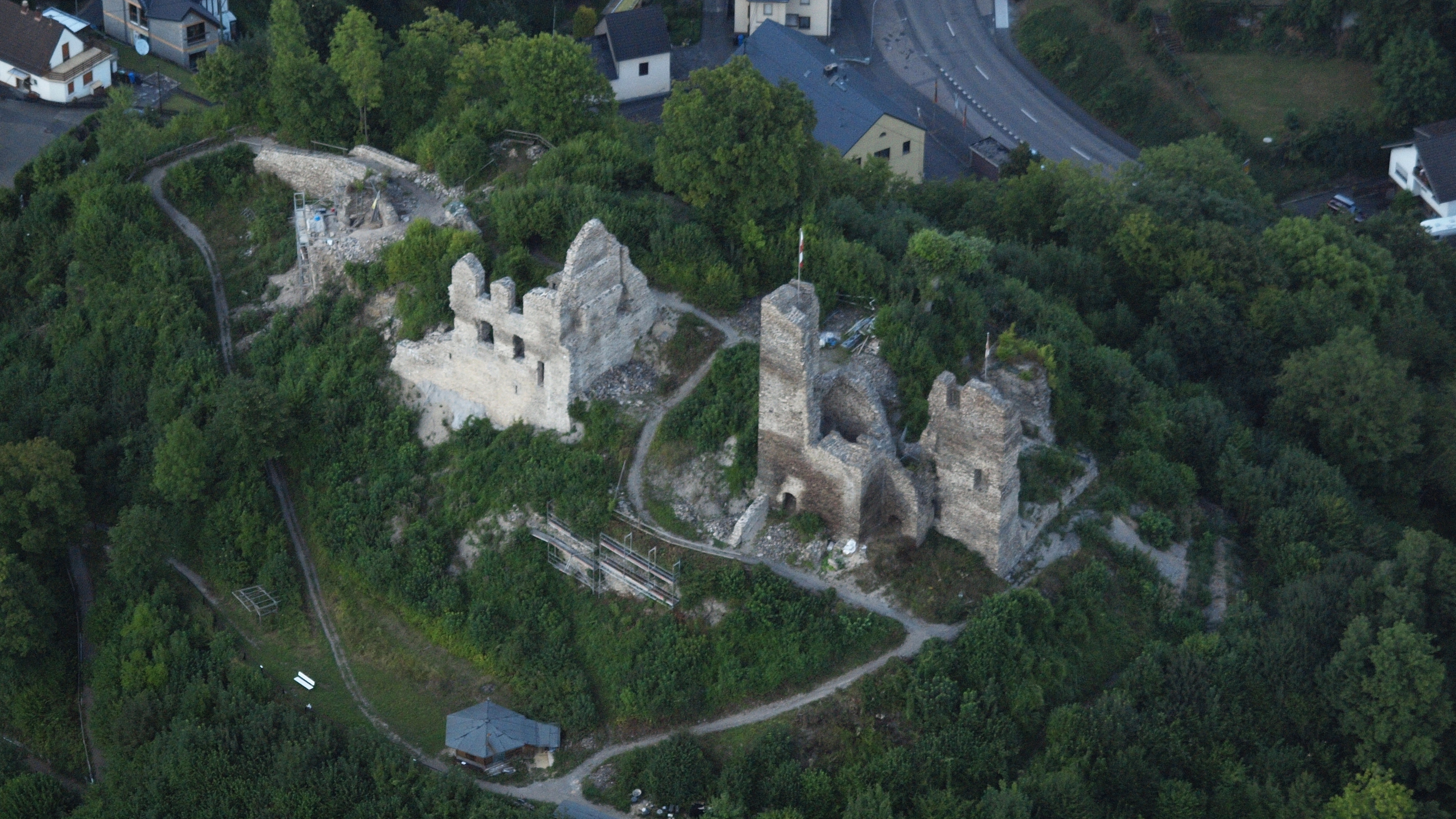
Die Isenburg aus der Vogelperspektive

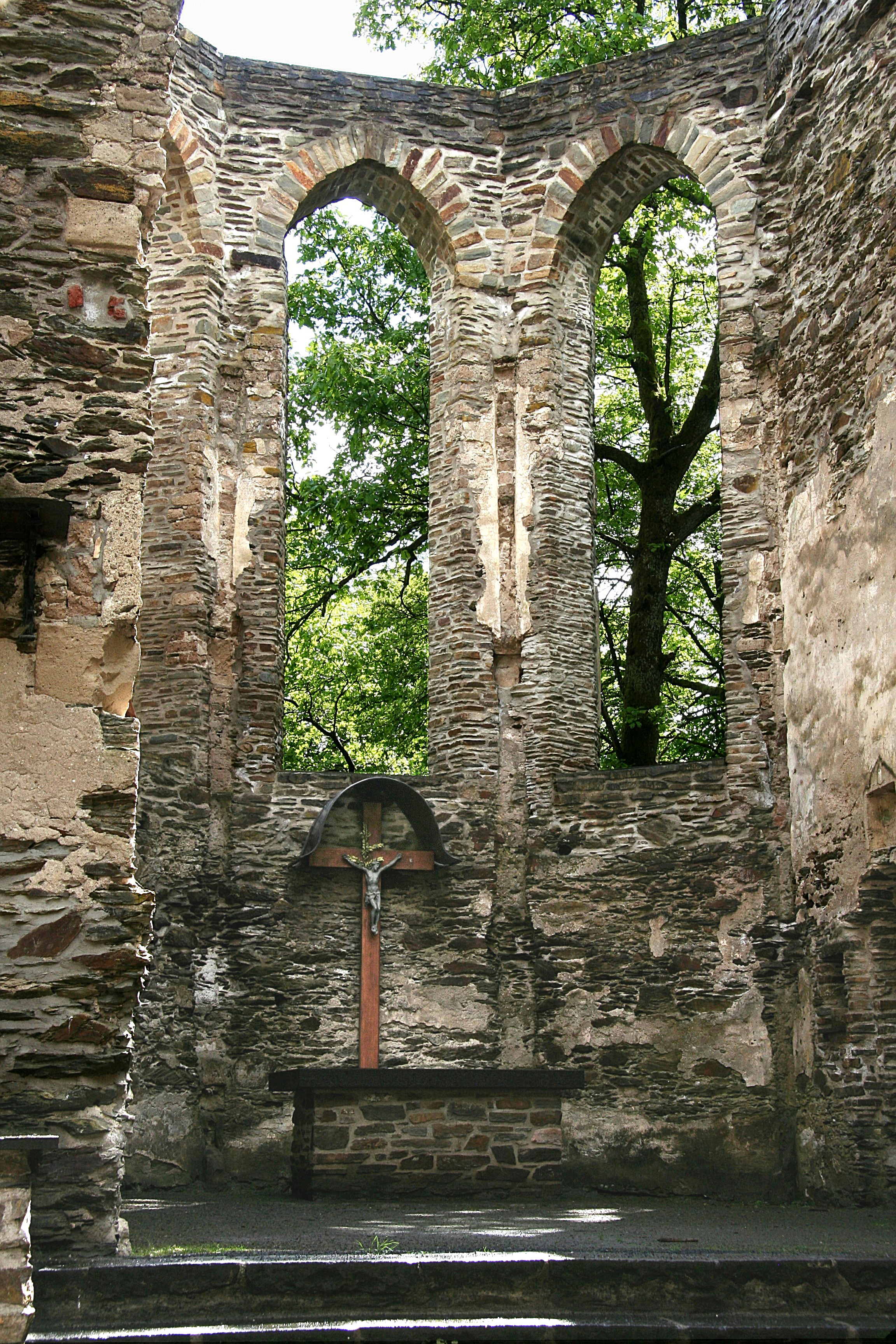
Kirchenruine Hausenborn

| Wappen von Isenburg | Blasonierung: „Gespalten von Schwarz und Silber, vorne ein wachsender silberner vierzinniger Turm mit schwarzem spitzbogigem Tor und silbernem dreizinnigem Aufsatz, darin ein schwarzes spitzbogiges Fenster, hinten zwei rote Balken.“ |
| Wappen von Isenburg | Wappenbegründung: Die Isenburg im Sayntal war der im Jahr 1103 erstmals genannte Stammsitz der sich nach ihr benennenden Edelherren. Der Torturm soll sowohl die Burg als auch die Umwehrung des mit quasistädtischen Freiheiten ausgestatteten Burgfleckens versinnbildlichen. Die Burg ist als Ruine, die Ortsumwehrung in Torresten erhalten. Die roten Balken in Silber sind das Wappen des Rembold-Stammes der Isenburger bzw. der Herrschaft Niederisenburg bis 1664, deren Vorort der Burgflecken Isenburg war. Der Gerlach-Stamm - der andere Hauptstamm der Isenburger - führt in seinem Wappen in Silber zwei schwarze Balken, dessen Farben in der heraldisch linken Hälfte des Gemeindewappens erscheinen. |

## Kultur und Sehenswürdigkeiten
- Ruine der Isenburg
- Torhaus „Alte Porz“ und die „Schildpforte“, Relikte aus der Ortsbefestigung im 14. Jahrhundert
- Neugotische Pfarrkirche St. Katharina mit gotischem Chor aus dem 14. Jahrhundert
- Kirchenruine „Hausenborn“
- Heimatmuseum
- Marienkapelle, 1955 im Ortsteil Siedlung errichtete Kapelle

### Erzbergwerk
In der Dorfflur von Isenburg lagen die Erzgruben Ludwig I und Hausenborn. Erste Betreiber der am 1. April 1855 gemuteten Gruben waren die Isenburger Peter Wiegel, Simon Schmengler und Wilhelm Becker. Letzter Betreiber war Louis Schramm aus Wiesbaden. Weitere Gruben in der Gemarkung waren die Eisenerz- und Schwefelkies- (Pyrit und/oder Markasit) Grube Carolus und im Distrikt Ginsterthal die Erzgrube Mit Gott 29, die zwischen 1856 und 1865 betrieben wurde.

### Schieferabbau
Von größerer Bedeutung war der Abbau von Dachschiefer in den Gruben Bertha, Constantin, Henriette, Iserthal und Marianne, die im 19. Jahrhundert im Tage- und Stollenabbau betrieben wurden. Am ertragreichsten war die Grube Iserthal. Dort stand eine 18 Meter starke Schieferschicht bester Qualität. Die Grube war von 1861 bis 1922 unter verschiedenen Besitzern in Betrieb.
Am Ortsausgang Richtung Kleinmaischeid lag eine weitere ertragreiche Grube. Sie trug den Namen Constantin und wurde von 1864 bis 1877 betrieben. Die übrigen Gruben waren weniger bedeutend.

### Nagelschmiede
Seit der zweiten Hälfte des 17. Jahrhunderts gab es in Isenburg Nagelschmieden, zwischen 1870 und 1920 waren rund 200 Nagler tätig. Ein Nagelschmied fertigte am Tag ungefähr 2000 Schuhnägel. Es wurden Nägel für alle Bereiche hergestellt. Sie wurden teilweise von den Herstellern selbst im weiteren Umkreis verkauft, oder von der Neuwieder Nagelagentur, die wöchentlich zwei Fuhrwerke Nägel abnahm, bis nach England vertrieben.
Als um das Jahr 1817 die ersten Nagelmaschinen eingeführt wurden, und die Firma Boesner in Augustenthal (Neuwied) und das Hammerwerk Nettegut in Miesenheim Nägel maschinell herstellten, war das Ende der Isenburger Nagelschmiede erkennbar. 1923 gab der letzte Nagelschmied sein Handwerk auf.
Nach dem Zweiten Weltkrieg lebte das Nagelschmiedehandwerk nochmals auf. In einigen noch betriebsbereiten Nagelschmiedewerkstätten wurden nochmals Nägel geschmiedet; in erster Linie produzierte man Schuhnägel. Sie wurden in den landwirtschaftsgeprägten Nachbardörfern gegen Brot, Kartoffeln, Butter und Speck getauscht. Nach der Währungsreform versiegte dann das alte Handwerk endgültig. Eine originale Nagelschmiede ist heute im Isenburger Heimatmuseum zu besichtigen.

## Verkehr
Durch den Ort verläuft die Bundesstraße 413 von Bendorf nach Hachenburg, über die u. a. Koblenz und Neuwied schnell erreicht werden können. Die nächste Autobahnanschlussstelle ist Dierdorf an der A 3.
Die nächsten ICE-Bahnhöfe befinden sich in Koblenz (linke Rheinstrecke) und Montabaur (Schnellfahrstrecke Köln–Rhein/Main).
Isenburg hat über den Fußweg zur Kirchenruine Hausenborn einen offiziell ausgewiesenen Zuweg zum Rheinsteig.

## Persönlichkeiten
- Salentin von Isenburg (1532–1610), Erzbischof von Köln 1567–1577
- Gregor Wilhelm Schwenzer (1868–1941), Maler und Radierer der Düsseldorfer Schule